# Moravany (Eslováquia)
Moravany é um município da Eslováquia, situado no distrito de Michalovce, na região de Košice. Tem 16,67 km² de área e sua população em 2018 foi estimada em 1.048 habitantes.

## Demografia
| Ano:        | 1994 | 2004   | 2014   | 2024   |
| ----------- | ---- | ------ | ------ | ------ |
| Broj ljudi: | 1051 | 1040   | 1047   | 1034   |
| Razlika:    |      | -1,04% | +0,67% | -1,24% |

| Ano:               | 2023 | 2024   |
| ------------------ | ---- | ------ |
| Número de pessoas: | 1025 | 1034   |
| Diferença:         |      | +0,87% |